# ベル・アンド・セバスチャン
ベル・アンド・セバスチャン (英語: Belle and Sebastian) は、スコットランド、グラスゴー出身のインディー・ポップ・バンド。

## 歴史
1996年にグラスゴーにて結成。同年、大学の音楽コースのレーベル『Electric Honey』より1stアルバム『タイガーミルク』をレコードで1000枚限定リリース。この初回盤は、後に850ポンドとも言われる値がつくほどのプレミア盤となった。バンドがスタートした時点でのメンバーはスチュアート・マードックとスチュアート・デヴィッドのみであったが、アルバム製作のため、スティーヴィー・ジャクソン、イゾベル・キャンベル、クリス・ゲッズ、リチャード・コルバーンを招き入れる。
1996年11月には、2ndアルバム『If You're Feeling Sinister (邦題：天使のため息)』をJeepstarレーベルよりリリース。バンドのアルバムが公にリリースされたのはこれが最初で、当初はこのアルバムがバンドのデビュー作というような見方がされていた。このアルバム製作時にサラ・マーティンが加入。
1998年、3rdアルバム『The Boy with the Arab Strap』をリリースし、全英アルバムチャートで12位に入る好セールスを記録。また、このタイミングでミック・クックが正式にバンドに加入。
1999年2月にはブリット・アワードにてベスト・ブリティッシュ・ニューカマー賞を受賞。同年、音楽フェスティバル『ボウリィ・ウィークエンダー』を地元スコットランドにて主催。
2000年、4thアルバム『Fold Your Hands Child, You Walk Like a Peasant (邦題：わたしのなかの悪魔)』をリリースし、バンド初の全英トップ10アルバムとなる。さらに、シングル『Legal Man』のヒットを受けイギリスの音楽番組トップ・オブ・ザ・ポップスに出演。一方、スチュアート・デヴィッドが自身のバンド「ルーパー」の活動に専念するため脱退。代わりにV-Twinよりボブ・ギルデアが加入。
2002年には映画のサウンドトラック『ストーリーテリング』を発表。しかし、中心メンバーであるイザベル・キャンベルがバンドの北米ツアー中に脱退(2011年現在はソロ活動をしている)。また同年、バンドはJeepstarレーベルを離れる。バンドが最後に同レーベルから発表した作品はシングル『I'm Waking up to Us』となった。
2003年、イギリスの老舗インディーレーベルラフ・トレードと契約し、同年『Dear Catastrophe Waitress』をリリース。ペット・ショップ・ボーイズなどのポップス作品に多く携わっているトレヴァー・ホーンによってプロデュースされたこの作品は、翌年のマーキュリー・プライズにノミネートされるなど高評価を受ける。また、これまではシングル曲はアルバムに収録されていなかったが、このアルバムよりシングルカットというかたちでシングルがリリースされ始める。ちなみに、アルバムに収録されなかったシングル作品は、2005年にコンピレーション『Push Barman to Open Old Wounds (邦題：フルキズ・ソングス)』としてまとめてJeepstarよりリリースされる。
2004年、フジロックフェスティバルに初出演。2日目の夕方のフィールド・オブ・ヘブン、3日目のホワイト・ステージのヘッド・ライナーとして2ステージライブを披露した。
2006年、7thアルバム『The Life Pursuit』をリリース。全英アルバムチャートで8位、アメリカのBillboard 200で65位とセールスで健闘する。同年、フランツ・フェルディナンドやクークスと共に、子供向けとうたったチャリティーアルバム『Colours are Brighter』をリリース。2008年にはライヴアルバム『BBCセッションズ』を、2009年にはスチュアートプロデュースで『God Help the Girl』名義のアルバムをリリース。
2010年、6年ぶりとなるフジロックフェスティバルの最終日ホワイト・ステージのヘッドライナーとして出演。10月にはノラ・ジョーンズやキャリー・マリガンをゲストに迎えた8thアルバム『Write About Love（邦題：ライト・アバウト・ラヴ〜愛の手紙〜）』をリリース。
2011年3月、5年ぶりとなる来日公演を開催。
2024年5月、NHK連続テレビ小説『虎に翼』の劇中歌「You are so amazing」に、ヴォーカリストのスチュアート・マードックが歌唱で参加。日本のドラマの為に歌唱を担当するのは初となった。

## メンバー

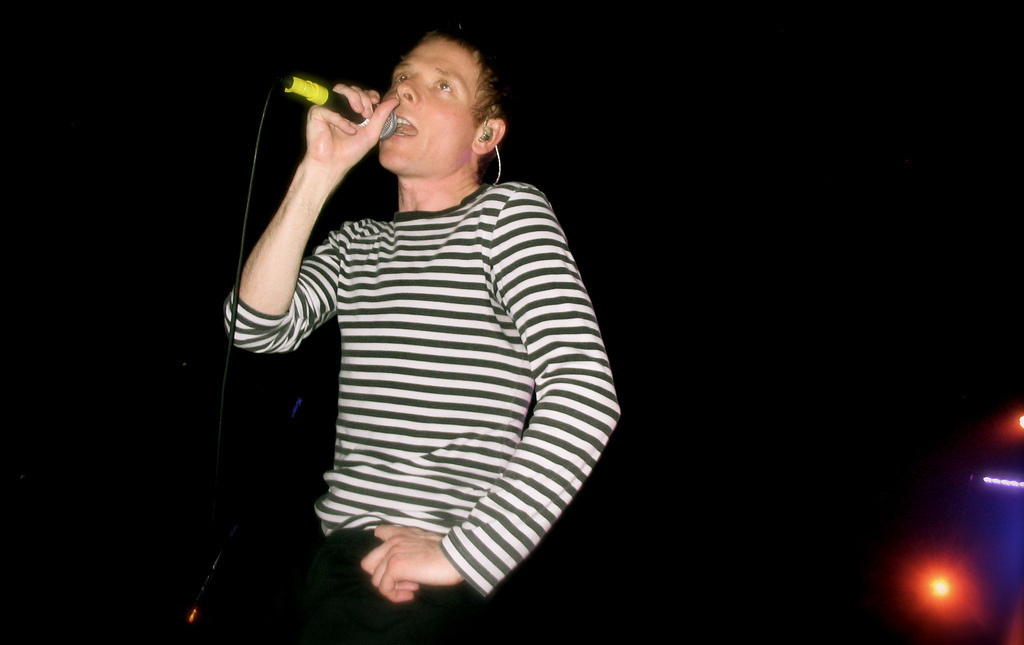
スチュアート・マードック

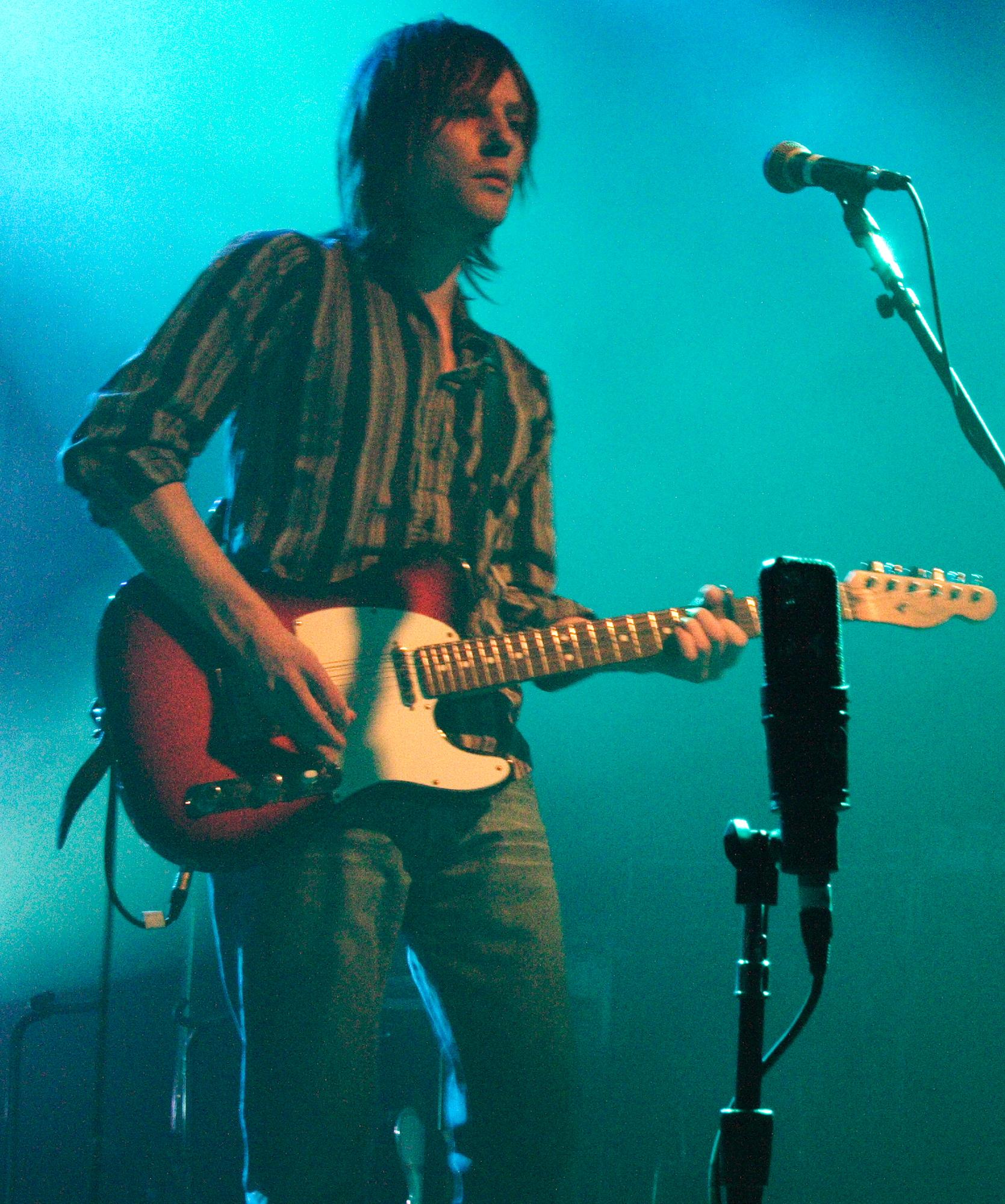
ボビー・キルディア

- スチュアート・マードック（ヴォーカル、ギター、キーボード）
- スティーヴィー・ジャクソン（ギター、ヴォーカル）
- リチャード・コルバーン（ドラム）
- クリス・ゲッズ（キーボード）
- サラ・マーティン（ヴァイオリン、ヴォーカル、キーボード、ギター）
- ボビー・キルディア（ギター、ベース）※北アイルランド出身
- デイヴ・マッゴーワン（ベース、キーボード、ギター）

## 旧メンバー
- スチュアート・デヴィッド（ベース、ヴォーカル）・・・2011年現在は『Looper』（ルーパー）という名義でソロ活動中
- イゾベル・キャンベル（チェロ、ヴォーカル）・・・2011年現在は『Gentle Waves』（ジェントル・ウェイヴス）というプロジェクトで活動中
- ミック・クック（トランペット、ベース、ギター）

## ディスコグラフィ

### スタジオ・アルバム
- タイガーミルク（Tigermilk）（1996）
- 天使のため息（If You're Feeling Sinister）（1996）
- ザ・ボーイ・ウィズ・ザ・アラブ・ストラップ（The Boy with the Arab Strap）（1998）
- わたしのなかの悪魔（Fold Your Hands Child, You Walk Like a Peasant）（2000）　（ジャケットの双子の姉妹は後のムームのボーカル）
- ストーリーテリング（Storytelling）（2002）
- ヤァ！カタストロフィ・ウェイトレス（Dear Catastrophe Waitress）（2003）
- ライフ・パースート（The Life Pursuit）（2006）
- ライト・アバウト・ラヴ〜愛の手紙〜（Write About Love）（2010）
- ガールズ・イン・ピースタイム・ウォント・トゥ・ダンス（Girls in Peacetime Want to Dance）（2015）
- Days of the Bagnold Summer（2019）
- A Bit of Previous（2022）
- Late Developers（2023）

### コンピレーション・アルバム
- フルキズ・ソングス　アーリー・シングルズ・コレクション（Push Barman to Open Old Wounds）（2005）・・・1997年の『ドッグ・オン・ホイールズ』から2001年の『ウェイキング・アップ・トゥ・アス』までの7枚のシングルの曲が収められている。2枚組。
- ザ・サード・アイ・センター（The Third Eye Centre）（2013）

### ライブ・アルバム
- If You're Feeling Sinister: Live at the Barbican（2005）・・・ダウンロード販売のみ。
- BBC セッションズ（The BBC Sessions）（2008）・・・96年~01年にかけて、英BBCに残してきたスタジオ・セッションを収録。未発表曲・カバー曲も収録の2枚組。
- ライブ・イン・グラスゴー　05.22.15（Live 2015）（2015）